# 4.2-inch Mortar M2
Der 4.2-inch Mortar M2 ist ein US-amerikanischer Granatwerfer dessen Entwicklung in der Zeit vor dem Zweiten Weltkrieg begann und der ab der zweiten Hälfte des Zweiten Weltkriegs von Infanterieverbänden der amerikanischen Streitkräfte eingesetzt wurde. Der Granatwerfer zählt immer noch zur Ausrüstung einiger militärischer Verbände.

## Entwicklung
Nachdem 1928 der erste 4.2-inch Mortar (Mörser) bei der US-Army als M1 Chemical Mortar eingeführt wurde, beschäftigte man sich in den folgenden Jahren mit einer Verbesserung dieses bestehenden Geräts. Ausgangspunkt für Entwicklung des M1 Chemical Mortar war im Jahr 1924 der britische 4-inch-Mortar Mk I im Kaliber 102-mm gewesen. Dadurch, dass das amerikanische Gegenstück mit Zügen im Rohr versehen wurde, stieg das Kaliber auf 4.2 inch. Der M1 Mortar war offiziell nur für den Einsatz von Rauchgranaten konzipiert.
Nachdem die US Army in den Zweiten Weltkrieg eingetreten war, wurde die Entwicklung neuer Munition für die vorhandenen Granatwerfer veranlasst. Eine Explosivgeschoss (high explosive round), welches bei Detonation mit Granatsplittern Infanteriegruppen bekämpfen konnte, wurde von der US Army gewünscht. Außerdem war gegenüber dem M1 Chemical Mortar eine größere Reichweite gewünscht. Dies erforderte ein verstärktes Rohr und mehr Treibladung. Nachdem zuerst eine Reichweite von 3.200 yards (2.900 m) gefordert war, wurde im Rahmen der Entwicklung sogar eine Reichweite von bis zu 4.400 yards (4.000 m) erreicht.
Der neue Granatwerfer wurde als 4.2-inch-Mortar M2 eingeführt.

## Technische Beschreibung
Der M2 Mortar bestand aus drei Teilen: einer Bodenplatte mit 175 Pfund (79 kg) Gewicht, einem Rohr von 105 Pfund (48 kg) und einem Monopod für den Richtmechanismus mit 53 Pfund (24 kg).

Varianten des 4.2-inch Mortar
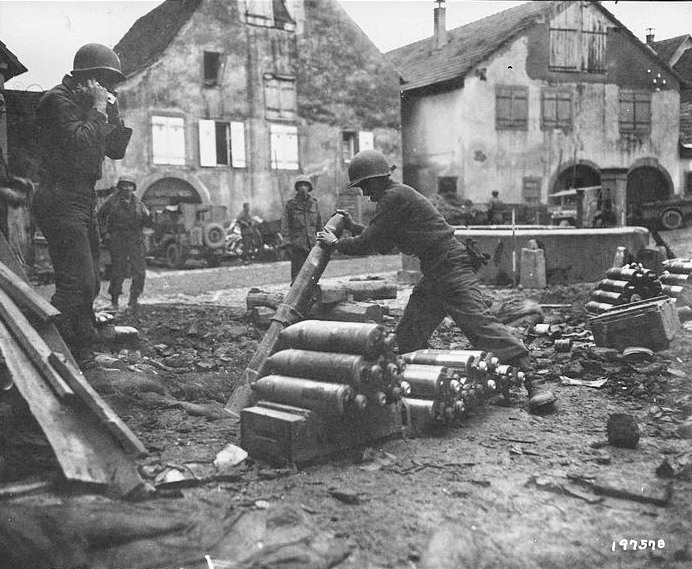
4.2-Inch Mortar M2 bei der Company D des 83rd Chemical Bn in Zellenberg (1944).
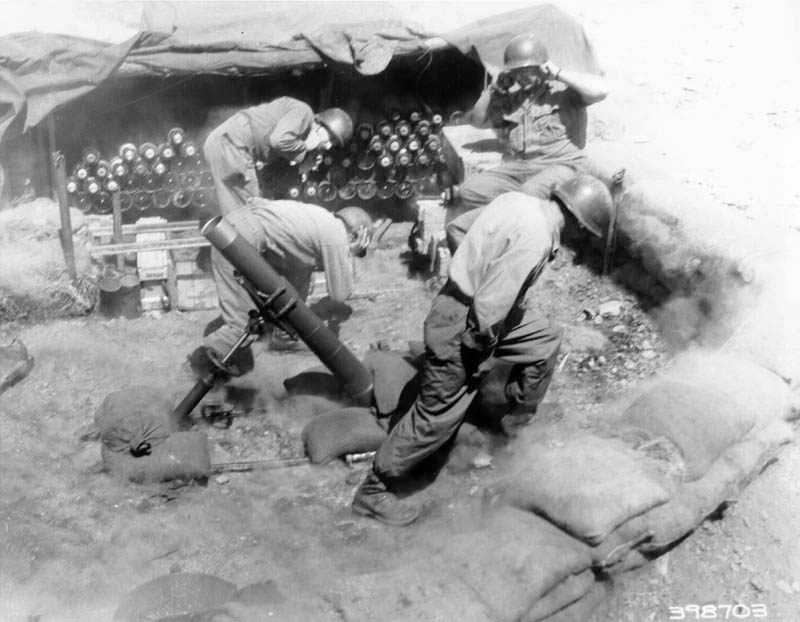
4.2-Inch Mortar M2 im Koreakrieg (1952).
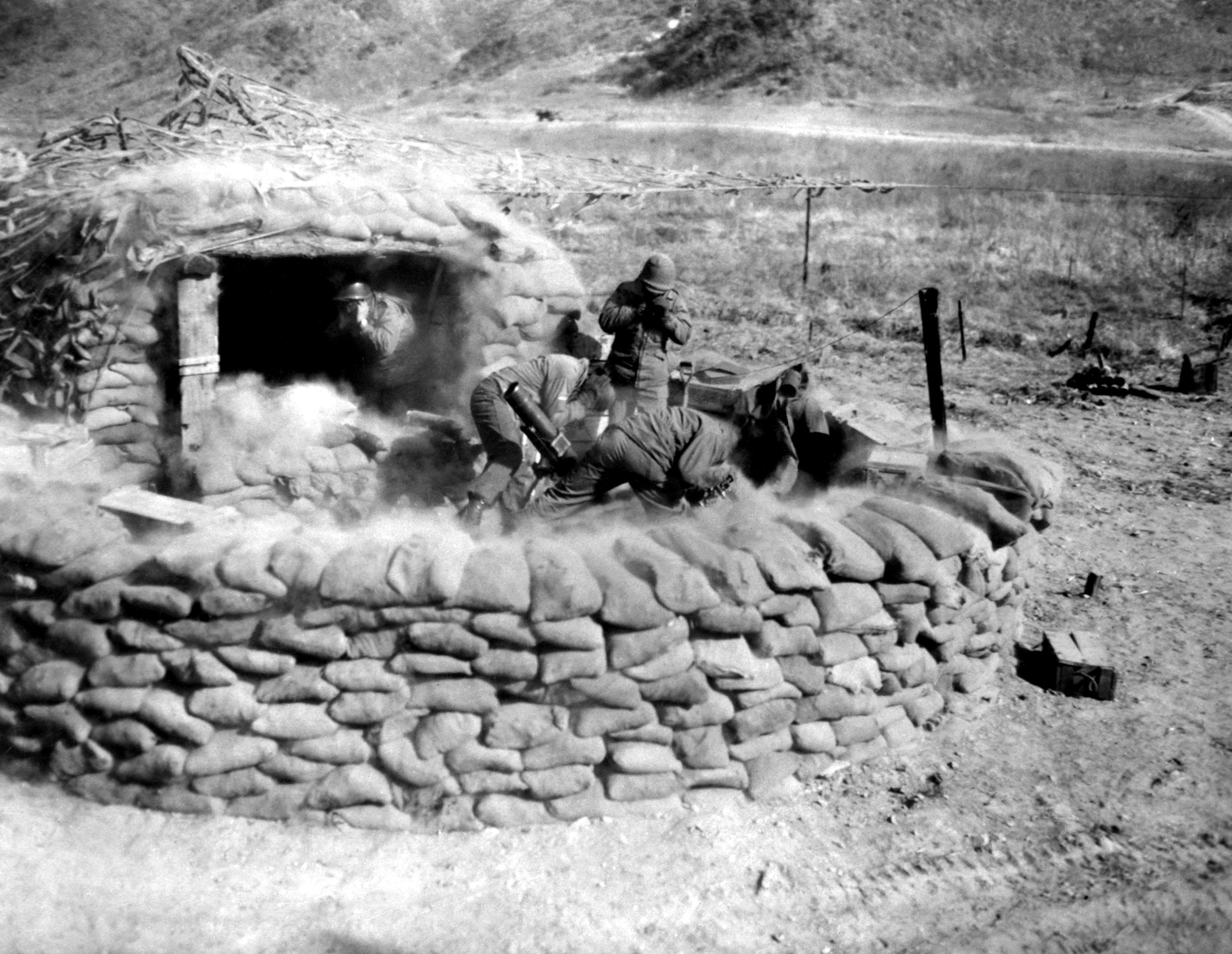
4.2-Inch Mortar M2 im Koreakrieg (1953).
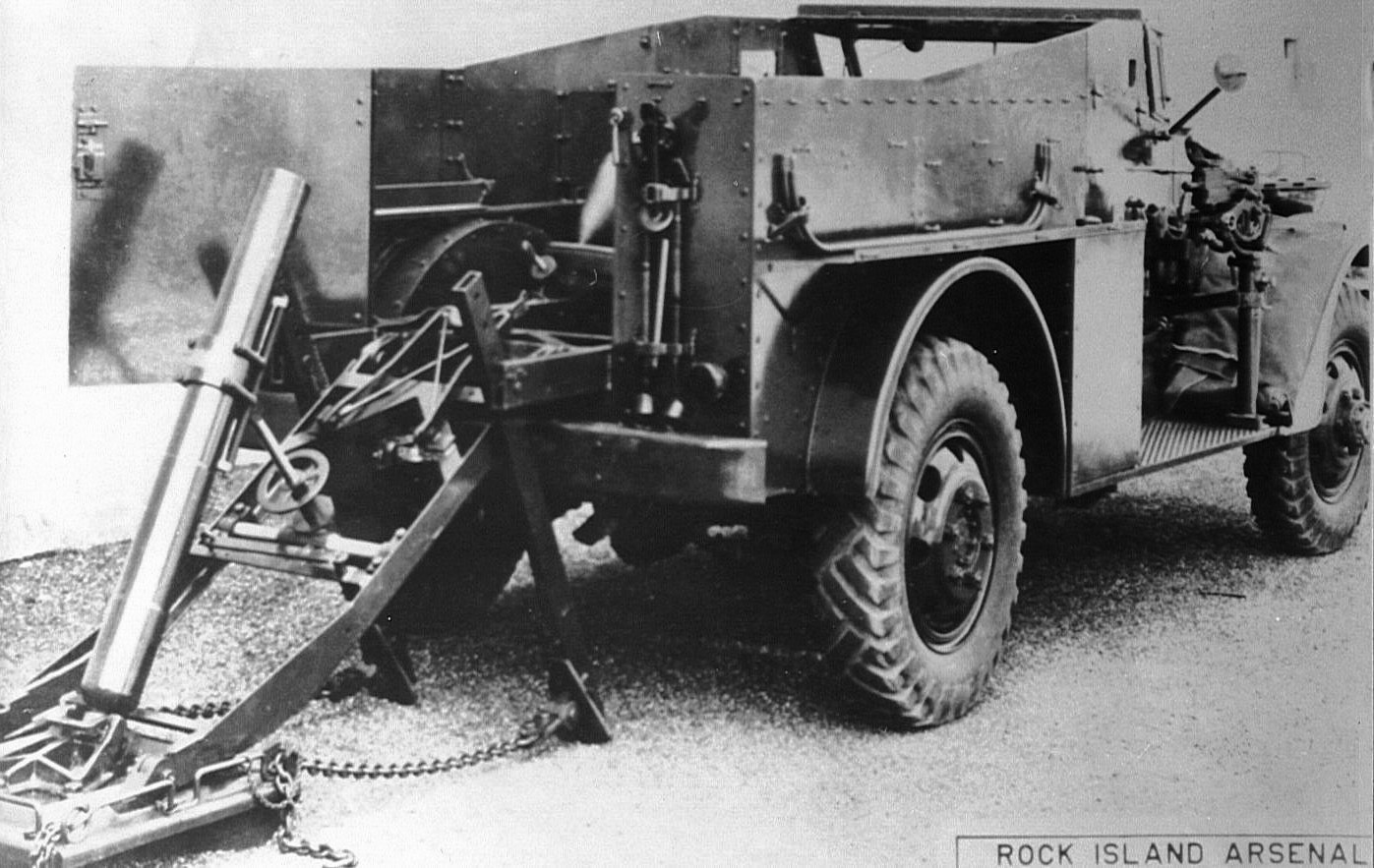
4.2-Inch Mortar am M3 Scout Car

## Einsatz
Die neuen Granatwerfer kamen erstmals während der alliierten Landung auf Sizilien bei den amerikanischen Streitkräften zum Einsatz. Dort wurden etwa 35.000 Granaten verfeuert. In den folgenden Monaten erwies sich, dass die verhältnismäßig leichten Granatwerfer in Gegenden mit wenigen Straßen und gleichzeitig schwierigen Geländebedingungen, wie im Gebirge und im Dschungel, eine besonders hilfreiche Unterstützungswaffe war, da in diesem Gelände der Einsatz von Geschützen problematisch war.
Der Austausch gegen moderne 106.7-mm-Mortar M30 begann in den amerikanischen Streitkräften etwa ab 1951.

## Munition
Im Gegensatz zu den meisten Granatwerfern beziehungsweise Mörsern hat 4.2-inch M2 ein Rohr mit Zügen. Dies ermöglicht den Einsatz von Munition ohne Stabilisierungsflügel.